# Leptoloma
Leptoloma  es un género de planta con flor, gramínea, perteneciente a la familia de las poáceas. Es originaria de Norteamérica.
Algunos autores lo incluyen en el género Digitaria.

## Etimología
El nombre del género deriva de las palabras griegas leptos (fino) y loma (borde), en alusión a las márgenes de los lemas.  

## Especies
- Leptoloma arenicola
- Leptoloma cognata
- Leptoloma coenicola
- Leptoloma divaricatissima
- Leptoloma fujianensis
- Leptoloma macractinia
- Leptoloma macratenium
- Leptoloma papposa
- Leptoloma papposum
- Leptoloma tomentosum